# Frenchtown (îles Vierges des États-Unis)
Pour les articles homonymes, voir Frenchtown.
Frenchtown est le nom d'une localité située sur l'île de Saint-Thomas dans les îles Vierges des États-Unis. Cette localité a été fondée sous le nom de Carenage par des émigrés français en provenance de Saint-Barthélemy en 1835 puis l'immigration s'est intensifiée à partir de la fin du XIXe siècle.
Frenchtown est situé sur la côte sud, à l'ouest de la capitale, Charlotte-Amélie et à l'est du village d'Altona.
La ville abrite depuis 1921 une chapelle dédiée à Sainte-Anne et, depuis 1958, un musée ayant pour thème le French heritage de la cité, le Musée du patrimoine français.